# Parti socialiste ouvrier d'Allemagne
Pour les articles homonymes, voir SAP.
Ne doit pas être confondu avec Parti socialiste ouvrier d'Allemagne (1875).
Le Parti socialiste ouvrier ou Parti socialiste des travailleurs (en allemand : Sozialistische Arbeiterpartei, abrégé en SAP) ou Parti socialiste ouvrier d'Allemagne (Sozialistische Arbeiterpartei Deutschlands, abrégé en SAPD) est un ancien parti politique allemand, qui a existé de sa fondation en 1931 jusqu'à son interdiction en 1933. Ses 25 000 adhérents ont toutefois continué à faire vivre le mouvement dans la clandestinité quelques années.

## Histoire
En 1931, des militants de la gauche marxiste du Parti social-démocrate d'Allemagne (SPD) sont exclus (Kurt Rosenfeld, Max Seydewitz (en), Anna Siemsen). Ils forment le SAPD, comprenant de nombreux jeunes.
Le nouveau parti est rejoint par le petit groupe qui avait maintenu le Parti social-démocrate indépendant d'Allemagne (USPD) ainsi que par le Arbeitsgemeinschaft für linkssozialistische Politik, puis en 1932 par une partie des militants communistes du Parti communiste d'Allemagne - opposition (KPD-O), menés par Paul Frölich.
En 1933, le SAPD comptait 15 600 militants et éditait le quotidien Sozialistische Arbeiter Zeitung. Une organisation de jeunesse lui était associée, la Sozialistischer Jugend-Verband Deutschlands, qui regroupait près de 10 000 jeunes.
Au niveau international, le SAPD était membre du Bureau de Londres, qui regroupait le Parti travailliste indépendant britannique, le Parti ouvrier d'unification marxiste espagnol (POUM), le Parti socialiste ouvrier et paysan français (PSOP), le Parti socialiste indépendant néerlandais (OSP), etc.
Le SAPD lutte dès sa création contre la montée du Parti nazi, et propose un front unique anti-fasciste qui est accepté par le KPD-O mais refusé par les directions du SPD et du Parti communiste d'Allemagne.
Le SAPD est interdit en 1933 à la suite de l'arrivée au pouvoir des nazis. Les dirigeants s'exilent ou sont internés en camps de concentration. La Gestapo traque les militants qui maintiennent le SAPD de façon clandestine et organisent la résistance. À la veille de la guerre, trois centres clandestins étaient encore actifs à Berlin, Mannheim et Hambourg, les militants locaux étant parvenus à échapper aux arrestations.
Le parti, très affaibli par la répression, n'est pas parvenu à se recomposer après la chute du nazisme en 1945.